# Кім (Альшеєвський район)
Кім (рос. Ким, башк. Ким) — село у складі Альшеєвського району Башкортостану, Росія. Входить до складу Аксьоновської сільської ради.
До 10 вересня 2007 року називалось село Сільхозтехнікума.
Населення — 878 осіб (2010; 958 в 2002).
Національний склад:
- башкири — 37 %
- татари — 33 %